# Sittin’ Pretty (альбом)
| Оценки критиков                   | Оценки критиков |
| Источник                          | Оценка          |
| --------------------------------- | --------------- |
| AllMusic                          | [ 4 ]           |
| The Encyclopedia of Popular Music | [ 3 ]           |

Sittin’ Pretty — второй студийный альбом шотландской инди-рок группы The Pastels. Он был выпущен в 1989 году.

## Отзывы
Альбом получил положительные отзывы музыкальной критики и интернет-изданий.
Trouser Press написал, что «хотя нет ничего нового в фальшивой неловкости и неуклюжих грувах Sittin' Pretty (впервые Pastels звучат так, будто сознательно пытаются звучать как сами), эта вылазка монстров тви не лишена своих жемчужин» . The New York Times написала, что альбом «содержит мелодии, простые, как детские стишки, изрезанные в клочья дерзкими, агрессивными гитарными соло». Мартин С. Стронг написал, что альбом «представил некоторые из самых сладких, самых сочных моментов в пёстрой карьере The Pastels». The Herald назвал альбом «небольшой, но идеально вылепленной эксцентричностью, в которой духи Игги Попа, Джонатана Ричмана и Velvet Underground сочетаются в тоскливом великолепии».

## Список композиций
| №                   | Название                | Длительность |
| ------------------- | ----------------------- | ------------ |
| 1.                  | «Nothing to Be Done»    | 3:55         |
| 2.                  | «Anne Boleyn»           | 3:06         |
| 3.                  | «Sit on It Mother»      | 3:46         |
| 4.                  | «Holy Moly»             | 2:57         |
| 5.                  | «Ugly Town»             | 3:07         |
| 6.                  | «Zooom»                 | 2:53         |
| 7.                  | «Baby, You're Just You» | 5:21         |
| 8.                  | «Ditch the Fool»        | 7:54         |
| 9.                  | «Sittin' Pretty»        | 3:42         |
| 10.                 | «Swerve»                | 2:22         |
| Общая длительность: | Общая длительность:     | 36:46        |